# San Cristóbal Totonicapán
San Cristóbal Totonicapán ist eine Stadt im Departamento Totonicapán im Südwesten der mittelamerikanischen Republik Guatemala.

## Geschichte
Die Stadt San Cristóbal Totonicapán wurde um das Jahr 1578 von den spanischen Eroberern, den Conquistadoren, gegründet. Der ursprüngliche name war San Cristóbal Paxulá oder auch Pachulá. Der Quichename setzt sich aus dem Lokativ pa, sowie jul für Loch und já für Wasser oder Fluss zusammen, bedeutet also der Platz am Wasserfall. Die Eroberer trafen auf eine Vielzahl von indigenen Völkern, deren Zusammentreffen heute noch jährlich am Jahrestag des Heiligen Christophorus, am 25. und 26. Juli, mit Maskentänzen, dem Baile de la Conquista nachempfunden und gefeiert wird.

## Geografie
Die Stadt liegt auf einer Höhe von 2.330 Metern über dem Meeresspiegel ca. 12 km westlich der Departementshauptstadt Totonicapán. Auf einer Fläche von 36 km² lebten laut der Volkszählung des Jahres 2010 36.675 Einwohner in sieben Stadtbezirken und dem Weiler Nueva Candelaria.